# ワイルド三人娘
ワイルド三人娘（ワイルドさんにんむすめ）は、日本の歌手・声優の栗林みな実、ニトロプラスの広報（当時）・ジョイまっくす、声優の谷山紀章の3人からなる音楽ユニット。全員女性という設定であるが、実際は女性1名、男性2名のユニットである。

## メンバー
ミナミ・クリバヤシ（栗林みな実）
ジョイマックス・マキシマム（ジョイまっくす）
結成当初の役名はジョイマックス2002。アメリカ人のフリーターという設定。黒アフロを常に着用。
スプートニク・ヲタササビッチ（おたっきぃ佐々木）
白アフロを常に着用。2004年脱退。
ジャッキー・ヤン（谷山紀章）
2004年加入。香港の大スターという設定。白アフロを常に着用。

## 概要
- 2002年にラジオ大阪・文化放送で放送されたラジオ番組、『ちよれんちゃんねる♪』のパーソナリティであった栗林みな実とジョイまっくす、番組ディレクターのおたっきぃ佐々木の3人で結成。「ノーボーダーダンス系ユニット」をコンセプトに掲げ、同番組のオープニング曲、エンディング曲を担当した。2002年11月20日（ファーストシングル発売日）に開催されたラジオ公開録音ではミニライブを行う。
- 『ちよれんちゃんねる♪』の後身番組となる『音速♪ひとみしりちゃんねる』（ラジオ大阪・TBSラジオ）、『君のぞらじお』（ラジオ大阪・TBSラジオ、後にインターネットラジオ）でもオープニング曲、エンディング曲を担当した。
- 2004年4月におたっきぃ佐々木が『君のぞらじお』ディレクターを退くこととなり、4月10日に開催されたライブイベント「SONGS FROM âge THE LIVE」を最後にワイルド三人娘からも脱退。『君のぞらじお』パーソナリティの1人である谷山紀章が後任として加わった。この時おたっきぃ佐々木から白アフロを譲り受けたが、谷山曰く「汗臭いから」という理由でそのアフロは一度も被っていない。
- 2007年10月には、TVドラマ『キューティーハニー THE LIVE』の主題歌を担当。結成以来初めて番組と無関係な作品の主題歌を担当することとなった。
- 2009年5月には初のアルバムとなる『ベスト オブ ワイルド三人娘』をリリースした。
- ワイルド三人娘からボーカルユニット「exige」（ミナミ・クリバヤシ & CT.ベロニカ）が派生している。

## ディスコグラフィ

### シングル
- CC♪4U -ちよれんちゃんねる♪の歌-（ワイルド三人娘 featuring m.c.マヨ）
  - 発売日 - 2002年11月20日 / 発売 - HOBiRECORDS / 品番 - HBS-001
  - ラジオ『ちよれんちゃんねる♪』 オープニング、エンディング曲
- 純情Fever （ワイルド三人娘 featuring すかいてんぷる）
  - 2004年2月4日 / Lantis / LACM-4120
  - ラジオ『音速♪ひとみしりちゃんねる』、『君のぞらじお』 オープニング、エンディング曲
- MAGIC （ワイルド三人娘 / ミナミ・クリバヤシ＆CT.ベロニカ）
  - 2005年4月27日 / Lantis / LACM-4179
  - インターネットラジオ『君のぞらじお』 第1期オープニング、エンディング曲
- Love Adventure
  - 2006年3月8日 / Lantis / LACM-4252
  - インターネットラジオ『君のぞらじお』 第2期オープニング、エンディング曲
- キューティーハニー
  - 2007年11月7日 / Lantis / LACM-4418
  - TVドラマ『キューティーハニー THE LIVE』 オープニング曲
- secret place
  - 2009年5月27日 / Lantis / LACM-4252
  - インターネットラジオ『君のぞらじお』 第2期オープニング、エンディング曲

### アルバム
- ベスト オブ ワイルド三人娘
  - 発売日 - 2009年5月27日 / 発売 - Lantis / 品番 - LACA-5910